# Adam Błaś
Adam Błaś (ur. 4 sierpnia 1946 w Tarnowie, zm. 22 marca 2025) – polski prawnik, specjalizujący się w naukach administracji i prawie administracyjnym, nauczyciel akademicki związany z Uniwersytetem Wrocławskim i Akademią Polonijną w Częstochowie.

## Życiorys
Urodził się w 1946 roku w Tarnowie, gdzie spędził dzieciństwo i wczesną młodość. Studia prawnicze ukończył w 1969 roku na Wydziale Prawa i Administracji Uniwersytetu Wrocławskiego. W tym samym roku podjął pracę w Katedrze Prawa Administracyjnego UWr., a następnie przeniósł się do Zakładu Nauki Administracji, gdzie pracuje nadal. Stopień naukowy doktora nauk prawnych w zakresie prawa administracyjnego otrzymał w 1978 roku na podstawie rozprawy na temat Pojęcie działań złożonych administracji państwowej – studium z metodologii badań nad działaniami administracji publicznej. Rozprawa ta została wyróżniona przez Radę Wydziału Prawa i Administracji. Stopień naukowy doktora habilitowanego nauk prawnych w zakresie prawa administracyjnego uzyskał w 1988 roku na podstawie oceny ogólnego dorobku naukowego i przedstawionej rozprawy habilitacyjnej pod tytułem: Pojęcie faktów administracyjno-prawnych. Studium z badań nad działaniami administracji państwowej nie uregulowanymi wyczerpująco normami prawa. Rozprawa ta została stała wyróżniona nagrodą indywidualną Ministra Edukacji Narodowej, a także nagrodzona w konkursie na najlepsze prace habilitacyjne czasopisma „Państwo i Prawo”. Stanowisko profesora nadzwyczajnego w Uniwersytecie Wrocławskim uzyskał w 1995 roku. Pięć lat później otrzymał tytuł profesora zwyczajnego.
Profesor Błaś był długoletnim opiekunem studentów na różnych latach studiów stacjonarnych. Od wielu lat był członkiem uniwersyteckiej Komisji Dyscyplinarnej Odwoławczej dla Studentów Uniwersytetu. W Zakładzie Nauki Administracji, którym kierował od 1989, organizował dla młodych pracowników posiedzenia naukowe, poświęcone najbardziej aktualnym problemom współczesnego prawa administracyjnego oraz nauki administracji. Był organizatorem kilku konferencji naukowych, w tym jednej międzynarodowej. Rozwinął ożywione kontakty naukowe z ośrodkami we Francji, Holandii i Niemczech. Współpracował także z Uniwersytetem w Toronto.
Pełnił wiele istotnych funkcji organizacyjnych, w tym w latach 1981–1987 był zastępcą dyrektora Instytutu Nauk Administracyjnych oraz jego dyrektorem od 2005 roku. Brał udział w komisjach wydziałowych i senackich. Przez dwie kadencje orzekał w uniwersyteckiej Komisji Dyscyplinarnej dla Nauczycieli Akademickich UWr. Za swoje osiągnięcia w pracy naukowej, dydaktycznej i organizacyjnej był wielokrotnie nagradzany przez rektora Uniwersytetu Wrocławskiego. W latach 1992–1993 odbył roczny staż u prof. Jerzego Starościaka na Uniwersytecie Warszawskim. Równolegle odbywał staż naukowy w Komisji Organizacji i Zarządzania przy Radzie Ministrów. W tym samym czasie wykładał prawo administracyjne w Krajowej Szkole Administracji Publicznej w Warszawie. Ponadto pracował w Instytucie Ekonomii i Administracji Akademii Polonijnej w Częstochowie.

## Dorobek naukowy
Dorobek naukowy prof. Błasia obejmuje 41 opublikowanych prac naukowych. W zainteresowaniach badawczych prof. Błasia dominuje tematyka prawa administracyjnego i nauki administracji. Głównym nurtem jego badań naukowych są zagadnienia prawnych form działania administracji publicznej, źródeł prawa administracyjnego i kontroli prawnej nad administracją publiczną. Do jego ważniejszych publikacji należą:
- Prawo administracyjne w okresie transformacji ustrojowej, Kraków 1999.
- Współczesne problemy administracji publicznej i prawa administracyjnego, Poznań 1999, redaktor.
- Jedność systemu prawa a jednolitość orzecznictwa sądowo-administracyjnego i administracyjnego w sprawach samorządowych, Kraków 2001, współredaktor.
- Administracja publiczna, Wrocław 2004.